# Marine Lefeuvre
Marine Lefeuvre, né le 12 février 1997 à Château-Gontier, est un coureuse française de roller de vitesse spécialiste du fond.
Elle est notamment championne du monde du 10 000 m points-élimination en 2023 et du 15km à élimination lors des World Skate Games 2024.
Elle est marié à Martin Ferrié, champion également de roller.

## Biographie
Marine Lefeuvre débute le patinage de vitesse au sein du club RS Marigné-Peuto puis rejoint le club du CPR Château-Gontier la saison suivante jusqu’en 2010. Après un saison 2011-2012 avec le Roller Skating Mayenne Marcille, elle rejoint le Roller Club Herblinois pour trois saisons et intègre l'équipe de France en compétition. Elle porte les couleurs depuis 2015 du club de l'ASTA Nantes et figure sur les listes de haut niveau depuis cette date.
Elle participe aux Championnats d'Europe de roller de vitesse 2017 où le relais féminin sur 3 000 m remporte le bronze. En 2018, elle remporte ses deux premières médailles individuelles aux championnats d'Europe 2018 avec le bronze sur 1 000 m sprint et 10 000 m points-élimination, bronze également l'année suivante sur le 10 000 m élimination aux championnats d'Europe 2019. Lors des championnats du monde 2019 à Barcelone, le relais composé de Marine Lefeuvre, Clémence Halbout et Mathilde Pédronno monte sur la troisième marche du podium du relais 3 000 m. 
Marine Lefeuvre a passé son certificat de qualification professionnelle de moniteur de roller course en 2021 et depuis 2023, elle bénéficie du programme d’accompagnement des sportifs de haut niveau de la police nationale où elle évolue en tant que réserviste.
Elle remporte ses premiers titres internationaux lors des championnats d'Europe 2021 avec deux titres sur le marathon et le 10000 m points et trois médailles d'argent sur les courses 10 000 m points-élimination, 10 000 m élimination et 3 000 m relais. Pour les championnats du monde 2021, elle remporte le bronze sur 10 000 m élimination et en relais 3 000m ainsi que le bronze en marathon sur route.
Lors de l'édition suivante, elle rajoute trois autres podiums (or sur 10 000 m points-élimination , bronze sur relais et 10 000 m élimination). Lors des Jeux mondiaux 2022, elle remporte trois médailles.
Lors des championnats d'Europe 2023 à Valence-d'Agen, elle remporte trois titres de championne d'Europe sur 10 000 mètres par élimination, 10 000 mètres à points et 3 000 mètres en relais par équipe. Pour les mondiaux 2023, le relais 3 000 m par équipe remporte l'argent.
Lors des championnats du monde 2024 regroupé aux sein des World Skate Games, elle remporte le titre sur le 15km à élimination.